# Сатурн (премия, 1980)
7-я церемония вручения наград премии «Сатурн» за заслуги в области фантастики, фэнтези и фильмов ужасов за 1979 год состоялась 26 июля 1980 года, в США.

## Лауреаты и номинанты
Лауреаты указаны первыми, выделены жирным шрифтом и  отдельным цветом. 

### Основные категории
| Категория                                                                        | Лауреаты и номинанты                                                                          | Лауреаты и номинанты                                                           |
| -------------------------------------------------------------------------------- | --------------------------------------------------------------------------------------------- | ------------------------------------------------------------------------------ |
| Лучший научно-фантастический фильм                                               | • Чужой / Alien                                                                               | • Чужой / Alien                                                                |
| Лучший научно-фантастический фильм                                               | • Чёрная дыра / The Black Hole                                                                |                                                                                |
| Лучший научно-фантастический фильм                                               | • Лунный гонщик / Moonraker                                                                   |                                                                                |
| Лучший научно-фантастический фильм                                               | • Звёздный путь: Фильм / Star Trek: The Motion Picture                                        |                                                                                |
| Лучший научно-фантастический фильм                                               | • Путешествие в машине времени / Time After Time                                              |                                                                                |
| Лучший фильм-фэнтези                                                             | • Фильм Маппетов / The Muppet Movie                                                           | • Фильм Маппетов / The Muppet Movie                                            |
| Лучший фильм-фэнтези                                                             | • Адела ещё не ужинала / Adéla ještě nevečeřela                                               |                                                                                |
| Лучший фильм-фэнтези                                                             | • Арабское приключение / Arabian Adventure                                                    |                                                                                |
| Лучший фильм-фэнтези                                                             | • Последняя волна / The Last Wave                                                             |                                                                                |
| Лучший фильм-фэнтези                                                             | • Щелкунчик (м/ф) / くるみ割り人形 / Nutcracker Fantasy                                       |                                                                                |
| Лучший фильм ужасов                                                              | • Дракула / Dracula                                                                           | • Дракула / Dracula                                                            |
| Лучший фильм ужасов                                                              | • Ужас Амитивилля / The Amityville Horror                                                     |                                                                                |
| Лучший фильм ужасов                                                              | • Любовь с первого укуса / Love at First Bite                                                 |                                                                                |
| Лучший фильм ужасов                                                              | • Клетка Мафу / The Mafu Cage                                                                 |                                                                                |
| Лучший фильм ужасов                                                              | • Фантазм / Phantasm                                                                          |                                                                                |
| Лучший иностранный фильм (Best Foreign Film)                                     | • Адела ещё не ужинала / Adéla ještě nevečeřela ( Чехословакия)                               | • Адела ещё не ужинала / Adéla ještě nevečeřela ( Чехословакия)                |
| Лучший иностранный фильм (Best Foreign Film)                                     | • Молчаливая Флейта / Circle of Iron ( США)                                                   |                                                                                |
| Лучший иностранный фильм (Best Foreign Film)                                     | • Носферату — призрак ночи / Nosferatu: Phantom der Nacht ( ФРГ, Франция)                     |                                                                                |
| Лучший иностранный фильм (Best Foreign Film)                                     | • Патрик / Patrick ( Австралия)                                                               |                                                                                |
| Лучший иностранный фильм (Best Foreign Film)                                     | • Столкновение звёзд / Starcrash ( США, Италия)                                               |                                                                                |
| Лучший иностранный фильм (Best Foreign Film)                                     | • Послание из космоса / 宇宙からのメッセージ ( Япония)                                        |                                                                                |
| Лучший фильм с бюджетом менее 1 млн. $ (Best Film Produced for Under $1,000,000) | • Планета динозавров / Planet of Dinosaurs                                                    | • Планета динозавров / Planet of Dinosaurs                                     |
| Лучший фильм с бюджетом менее 1 млн. $ (Best Film Produced for Under $1,000,000) | • Части: Ужас клонов / The Clonus Horror                                                      |                                                                                |
| Лучший актёр                                                                     |                                                                                               | • Джордж Хэмилтон — «Любовь с первого укуса» (за роль графа Владимира Дракулы) |
| Лучший актёр                                                                     | • Кристофер Ли — «Арабское приключение» (за роль халифа Альквазара)                           |                                                                                |
| Лучший актёр                                                                     | • Фрэнк Ланджелла — «Дракула» (за роль графа Дракулы)                                         |                                                                                |
| Лучший актёр                                                                     | • Уильям Шетнер — «Звёздный путь: Фильм» (за роль адмирала Джеймса Т. Кирка)                  |                                                                                |
| Лучший актёр                                                                     | • Малкольм Макдауэлл — «Путешествие в машине времени» (за роль Герберта Уэллса)               |                                                                                |
| Лучшая актриса                                                                   |                                                                                               | • Мэри Стинберджен — «Путешествие в машине времени» (за роль Эми Роббинс)      |
| Лучшая актриса                                                                   | • Сигурни Уивер — «Чужой» (за роль Эллен Рипли)                                               |                                                                                |
| Лучшая актриса                                                                   | • Марго Киддер — «Ужас Амитивилля» (за роль Кэти Латц)                                        |                                                                                |
| Лучшая актриса                                                                   | • Сьюзан Сент-Джеймс — «Любовь с первого укуса» (за роль Синди Сондхейм)                      |                                                                                |
| Лучшая актриса                                                                   | • Персис Хамбатта — «Звёздный путь: Фильм» (за роль лейтенанта Айлии)                         |                                                                                |
| Лучший актёр второго плана                                                       |                                                                                               | • Арт Джонсон — «Любовь с первого укуса» (за роль Ренфилда)                    |
| Лучший актёр второго плана                                                       | • Дональд Плезенс — «Дракула» (за роль доктора Джека Сьюарда)                                 |                                                                                |
| Лучший актёр второго плана                                                       | • Ричард Кил — «Лунный гонщик» (за роль «Челюсти»)                                            |                                                                                |
| Лучший актёр второго плана                                                       | • Леонард Нимой — «Звёздный путь: Фильм» (за роль Спока)                                      |                                                                                |
| Лучший актёр второго плана                                                       | • Дэвид Уорнер — «Путешествие в машине времени» (за роль Джека Потрошителя / д-ра Стивенсона) |                                                                                |
| Лучшая актриса второго плана                                                     |                                                                                               | • Вероника Картрайт — «Чужой» (за роль штурмана Ламберт)                       |
| Лучшая актриса второго плана                                                     | • Памела Хенсли — «Бак Роджерс в XXV веке» (за роль принцессы Ардалы)                         |                                                                                |
| Лучшая актриса второго плана                                                     | • Жаклин Хайд — «Во тьме» (за роль Де Ренци)                                                  |                                                                                |
| Лучшая актриса второго плана                                                     | • Нишель Никольс — «Звёздный путь: Фильм» (за роль лейтенант-коммандера Ухуры)                |                                                                                |
| Лучшая актриса второго плана                                                     | • Марси Лэфферти — «День, когда время закончилось» (за роль Бет)                              |                                                                                |
| Лучшая режиссура                                                                 |                                                                                               | • Ридли Скотт за фильм «Чужой»                                                 |
| Лучшая режиссура                                                                 | • Джон Бэдэм — «Дракула»                                                                      |                                                                                |
| Лучшая режиссура                                                                 | • Питер Уир — «Последняя волна»                                                               |                                                                                |
| Лучшая режиссура                                                                 | • Роберт Уайз — «Звёздный путь: Фильм»                                                        |                                                                                |
| Лучшая режиссура                                                                 | • Николас Мейер — «Путешествие в машине времени»                                              |                                                                                |
| Лучший сценарий                                                                  |                                                                                               | • Николас Мейер за сценарий фильма «Путешествие в машине времени»              |
| Лучший сценарий                                                                  | • Дэн О`Бэннон — «Чужой»                                                                      |                                                                                |
| Лучший сценарий                                                                  | • Джеб Роусбрук и Джерри Дэй — «Чёрная дыра»                                                  |                                                                                |
| Лучший сценарий                                                                  | • Роберт Кауфман — «Любовь с первого укуса»                                                   |                                                                                |
| Лучший сценарий                                                                  | • Джерри Джул и Джек Барнс — «Фильм Маппетов»                                                 |                                                                                |
| Лучшая музыка                                                                    | • Миклош Рожа за музыку к фильму «Путешествие в машине времени»                               | • Миклош Рожа за музыку к фильму «Путешествие в машине времени»                |
| Лучшая музыка                                                                    | • Кен Торн — «Арабское приключение»                                                           |                                                                                |
| Лучшая музыка                                                                    | • Джон Барри — «Чёрная дыра»                                                                  |                                                                                |
| Лучшая музыка                                                                    | • Пол Уильямс — «Фильм Маппетов»                                                              |                                                                                |
| Лучшая музыка                                                                    | • Джерри Голдсмит — «Звёздный путь: Фильм»                                                    |                                                                                |
| Лучшие костюмы                                                                   | • Жан-Пьерр Дорлеак — «Бак Роджерс в XXV веке»                                                | • Жан-Пьерр Дорлеак — «Бак Роджерс в XXV веке»                                 |
| Лучшие костюмы                                                                   | • Жан-Пьерр Дорлеак — «Звёздный крейсер „Галактика“» (для пилотного эпизода)                  |                                                                                |
| Лучшие костюмы                                                                   | • Гисела Сторч — «Носферату — призрак ночи»                                                   |                                                                                |
| Лучшие костюмы                                                                   | • Роберт Флетчер — «Звёздный путь: Фильм»                                                     |                                                                                |
| Лучшие костюмы                                                                   | • Сэл Энтони и Ивонн Кубис — «Путешествие в машине времени»                                   |                                                                                |
| Лучший грим                                                                      | • Уильям Таттл — «Любовь с первого укуса»                                                     | • Уильям Таттл — «Любовь с первого укуса»                                      |
| Лучший грим                                                                      | • Пэт Хей — «Чужой»                                                                           |                                                                                |
| Лучший грим                                                                      | • Том Савини — «Рассвет мертвецов»                                                            |                                                                                |
| Лучший грим                                                                      | • Питер Робб-Кинг — «Дракула»                                                                 |                                                                                |
| Лучший грим                                                                      | • Фред Б. Филлипс, Жанна Филлипс и Ве Нилл — «Звёздный путь: Фильм»                           |                                                                                |
| Лучшие спецэффекты                                                               | Дуглас Трамбалл                                                                               | • Дуглас Трамбулл, Джон Дайкстра, Ричард Юричич — «Звёздный путь: Фильм»       |
| Лучшие спецэффекты                                                               | Дуглас Трамбалл                                                                               | • Брайан Джонсон, Ник Аллдер — «Чужой»                                         |
| Лучшие спецэффекты                                                               | Дуглас Трамбалл                                                                               | • Питер Элленшоу — «Чёрная дыра»                                               |
| Лучшие спецэффекты                                                               | Дуглас Трамбалл                                                                               | • Джон Эванс, Джон Ричардсон — «Лунный гонщик»                                 |
| Лучшие спецэффекты                                                               | Дуглас Трамбалл                                                                               | • Робби Нотт — «Фильм Маппетов»                                                |

### Специальные награды
| Награда                                                                           | Лауреаты                                                   | Лауреаты                                                   |
| --------------------------------------------------------------------------------- | ---------------------------------------------------------- | ---------------------------------------------------------- |
| Зал славы (Hall of Fame)                                                          | • Шоу ужасов Рокки Хоррора / The Rocky Horror Picture Show | • Шоу ужасов Рокки Хоррора / The Rocky Horror Picture Show |
| Самый популярный международный исполнитель (Most Popular International Performer) | • Роджер Мур                                               | Роджер Мур                                                 |
| Выдающиеся достижения перед Академией (Outstanding Achievement to the Academy)    | • Роберт В. Мичелуччи                                      | • Роберт В. Мичелуччи                                      |
| Премия Джорджа Пала (George Pal Memorial Award)                                   | • Джон Бэдэм                                               | • Джон Бэдэм                                               |
| Награда за достижения в карьере (Life Career Award)                               | • Джин Родденберри                                         | Джин Родденберри                                           |
| Награда за достижения в карьере (Life Career Award)                               | • Уильям Шетнер                                            | Уильям Шетнер                                              |